# Agropyron dasyanthum
Agropyron dasyanthum är en gräsart som beskrevs av Carl Friedrich von Ledebour. Agropyron dasyanthum ingår i släktet kamveten, och familjen gräs. IUCN kategoriserar arten globalt som starkt hotad. Inga underarter finns listade i Catalogue of Life.

## Bildgalleri

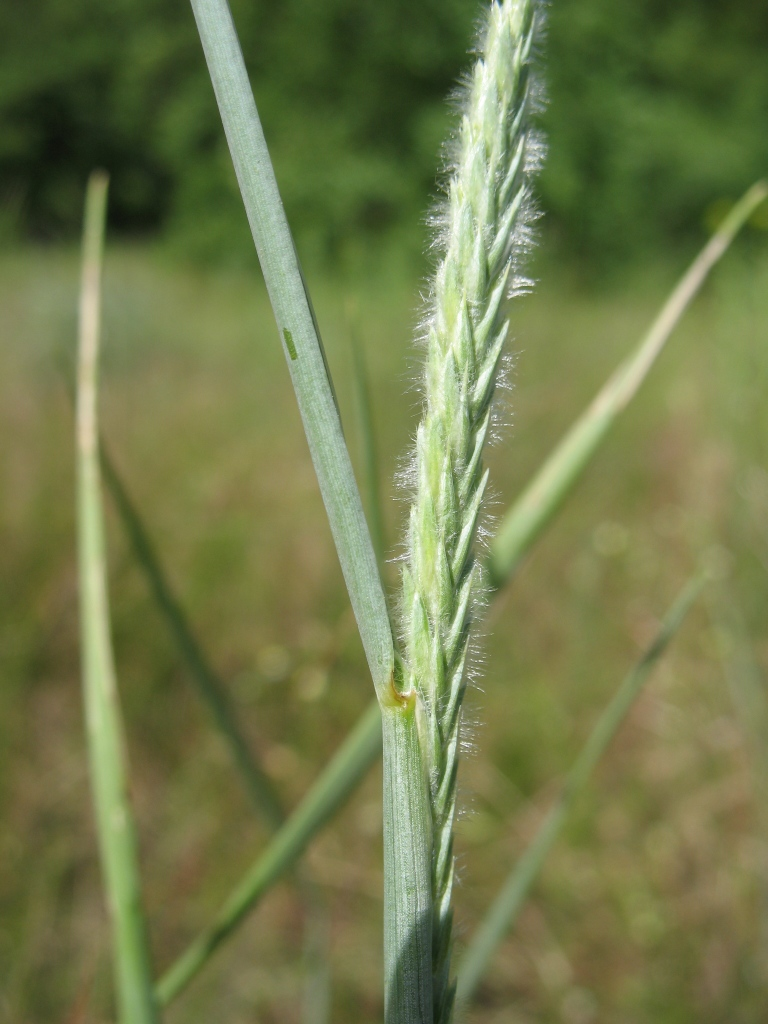
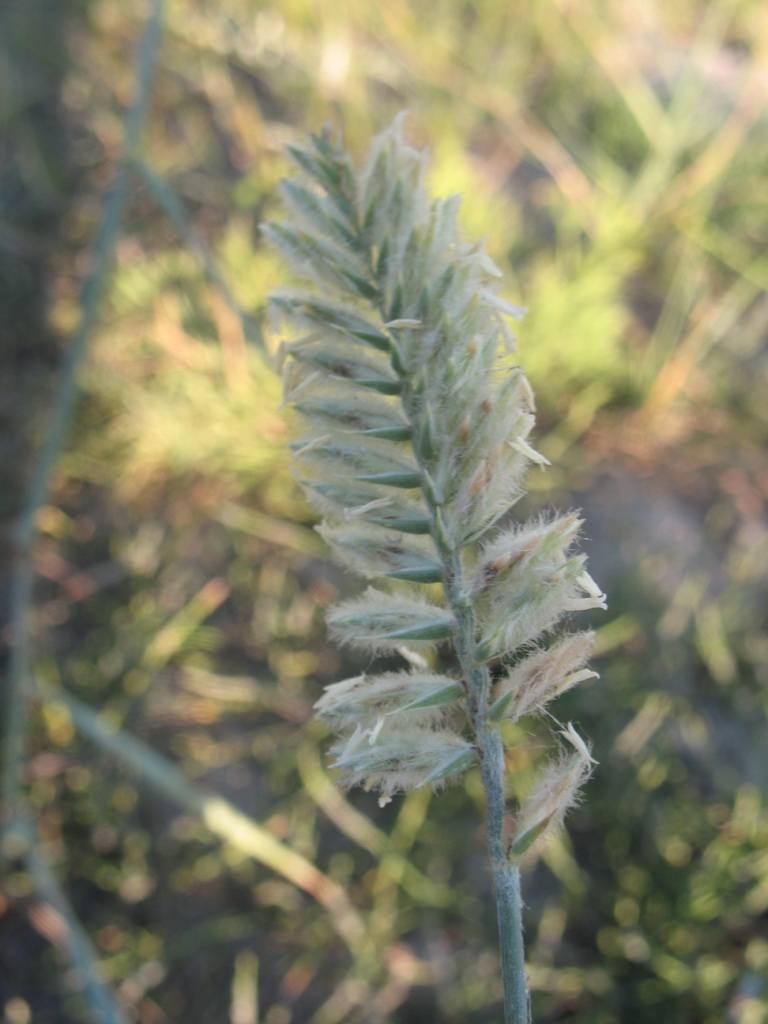